# Sanjin Prcić
Sanjin Prcić, bosanski nogometaš, * 20. november 1993, Belfort.
Prcić je trenutno član francoskega prvoligaša Strasbourga. Igra v zvezni vrsti. Za člansko reprezentanco BiH je debitiral na prijateljski tekmi 3.septembra 2014 v Vaduzu proti Lihtenštajnu.  